# Monster Garage (videojuego)
Monster Garage es un videojuego basado en el programa de televisión del mismo nombre desarrollado por Invictus Games publicado por Activision Value para Windows y Xbox.

## Jugabilidad
Basado en el programa de televisión, este juego toma varios programas y te permite hacer el vehículo que se hizo en los programas. Para aquellos que no conocen el programa de televisión, funciona así...
Jesse y su equipo construirán una creación que hará una determinada tarea dentro de los 7 días y al gastar menos de $3000 y el vehículo debe verse en stock cuando se complete.
Entonces, este juego te da la tarea de construir un vehículo que haga algo como conducir a través de un pantano flotando en el agua y usando un ventilador grande para que te muevas.
En el primer día, debe diseñar el vehículo. En los primeros escenarios, solo tiene un diseño prefabricado para elegir. En escenarios posteriores, puede elegir entre tres diseños prefabricados.
Los días dos a seis se dedican a construir el vehículo. Puede comprar varias piezas para el vehículo, pero la mayoría de las piezas deberán fabricarse. Para hacer esto, deberá comprar materias primas como láminas de metal o varillas de metal y asignar la tarea de hacer algo así como una jaula antivuelco a uno de los miembros del equipo. Harán el artículo dentro de un cierto período de tiempo mientras manejas otras cosas.
Las cosas que debe hacer incluyen quitar partes del vehículo o unir partes al vehículo según sea necesario, y soldar elementos al vehículo o cortar elementos del vehículo. Cada soldadura y corte ya está configurado para usted y simplemente sigue la línea indicada. Los pernos se desenroscan o se atornillan según sea necesario.
Para el día siete, su vehículo deberá haberse completado o deberá intentarlo nuevamente. El séptimo día se usa solo para actualizar el aspecto de su vehículo. Esto incluye agregar ciertas piezas personalizadas, como llantas chapadas en oro, pintar el vehículo y aplicar calcomanías.
Una vez que esté listo, tomará su vehículo para probarlo y ver si funciona. Si llegaste hasta el día siete sin que te pidan que comience de nuevo, tu vehículo funcionará. Esta es realmente una prueba en la que debes completar una pista en un cierto período de tiempo. Por ejemplo, en una misión, tendrá que recorrer una pista cubierta de nieve en su automóvil mejorado que tiene pistas de motos de nieve agregadas para ayudar con el seguimiento dentro de un cierto período de tiempo. Tienes tantos intentos como sea necesario para completar esto. Una vez hecho esto, puedes pasar a la siguiente misión.
Los desafíos de este juego son mantenerse por debajo de los $3000 al comprar/vender piezas y completar la pista al final.

## Recepción
Monster Garage recibió críticas generalmente desfavorables según el sitio web Metacritic. GameSpot lo criticó, diciendo que "la falta de estrategia para el juego, un diseño generalmente pobre y un sinfín de problemas de estabilidad convierten a Monster Garage en un verdadero monstruo". GameZone dice que podría tener cierto atractivo para la fantasía de construir vehículos, pero "el tiempo empleado en desenroscar los tornillos es desproporcionadamente grande en comparación con el tiempo que prueba su creación".